# Канаевский сельсовет (Пензенская область)
Канаевский сельсовет — сельское поселение в Городищенском районе Пензенской области Российской Федерации.
Административный центр — село Канаевка.

## История
Статус и границы сельского поселения установлены Законом Пензенской области от 2 ноября 2004 года № 690-ЗПО «О границах муниципальных образований Пензенской области».
22 декабря 2010 года в соответствии с Законом Пензенской области № 1992-ЗПО в состав сельсовета включены территории упразднённого Новозабалковского сельсовета.

## Население
| 2002  | 2010  | 2012  | 2013  | 2014  | 2015  | 2016  |
| ----- | ----- | ----- | ----- | ----- | ----- | ----- |
| 2074  | ↘1882 | ↗2456 | ↘2398 | ↘2352 | ↘2337 | ↘2253 |
| 2017  | 2018  | 2021  |       |       |       |       |
| ↘2233 | ↘2213 | ↘2094 |       |       |       |       |

## Состав сельского поселения
| № | Населённый пункт | Тип населённого пункта       | Население |
| - | ---------------- | ---------------------------- | --------- |
| 1 | Камыш            | посёлок                      | 101       |
| 2 | Канаевка         | село, административный центр | ↘1749     |
| 3 | Красный          | посёлок                      | 97        |
| 4 | Николо-Райское   | село                         | ↗32       |
| 5 | Новые Забалки    | село                         | ↘296      |
| 6 | Трушнино         | посёлок                      | 37        |
| 7 | Шнаево           | железнодорожная станция      | ↗215      |
| 8 | Шнаево           | село                         | ↘35       |

## Известные уроженцы
- Хотеев, Степан Павлович (1902—19??) — советский военачальник, полковник. Родился в селе Канаевка.